# جون غوردون (كاتب)
جون غوردون (بالإنجليزية: Jon Gordon)‏ هو كاتب أمريكي، ولد في 1971.